# FC Tokyo 2009
Questa voce raccoglie le informazioni riguardanti il FC Tokyo nelle competizioni ufficiali della stagione 2009.

## Stagione
Nell'anno in cui la società decise di rinnovare alcune importanti strategie di marketing (con l'introduzione della mascotte Dorompa-kun) il F.C. Tokyo, dopo un avvio incerto, si inserì nelle posizioni di classifica medio-alta arrivando a ridosso delle posizioni valide per la qualificazione alla AFC Champions League. Durante la stagione la squadra, che in Coppa dell'Imperatore verrà eliminata dal Vegalta Sendai, porterà un nuovo trofeo in bacheca vincendo la sua seconda Coppa Yamazaki Nabisco: dopo aver vinto il girone preliminare, il F.C. Tokyo supererà Nagoya Grampus e Shimizu S-Pulse per poi sconfiggere in finale il Kawasaki Frontale.

## Divise e sponsor
Sponsor tecnico e ufficiale della stagione precedente vengono confermati, con l'aggiunta del numero del giocatore sulla parte anteriore della maglia
| Manica sinistra · Manica sinistra · Maglietta · Maglietta · Manica destra · Manica destra · Pantaloncini · Pantaloncini · Calzettoni · Calzettoni | Manica sinistra · Manica sinistra · Maglietta · Maglietta · Manica destra · Manica destra · Pantaloncini · Pantaloncini · Calzettoni · Calzettoni |  |

## Rosa
| N. |                     | Ruolo | Calciatore           |
| -- | ------------------- | ----- | -------------------- |
| 1  | Giappone (bandiera) | P     | Hitoshi Shiota       |
| 2  | Giappone (bandiera) | D     | Yūhei Tokunaga       |
| 3  | Giappone (bandiera) | D     | Masato Morishige     |
| 4  | Giappone (bandiera) | D     | Hideto Takahashi     |
| 5  | Giappone (bandiera) | D     | Kenichi Kaga         |
| 6  | Giappone (bandiera) | D     | Kōsuke Ōta           |
| 7  | Giappone (bandiera) | C     | Takuji Yonemoto      |
| 8  | Giappone (bandiera) | C     | Aria Jasuru Hasegawa |
| 9  | Brasile (bandiera)  | A     | Roberto César        |
| 10 | Giappone (bandiera) | C     | Yōhei Kajiyama       |
| 11 | Giappone (bandiera) | A     | Kazuma Watanabe      |
| 13 | Giappone (bandiera) | A     | Sōta Hirayama        |
| 14 | Giappone (bandiera) | C     | Hokuto Nakamura      |
| 15 | Giappone (bandiera) | D     | Daishi Hiramatsu     |
| 16 | Giappone (bandiera) | D     | Yūichi Maruyama      |
| 17 | Giappone (bandiera) | C     | Hiroki Kawano        |
| 18 | Giappone (bandiera) | C     | Naohiro Ishikawa     |

| N. |                          | Ruolo | Calciatore         |
| -- | ------------------------ | ----- | ------------------ |
| 19 | Giappone (bandiera)      | C     | Yōhei Ōtake        |
| 20 | Giappone (bandiera)      | P     | Shūichi Gonda      |
| 21 | Giappone (bandiera)      | P     | Ryotaro Hironaga   |
| 22 | Giappone (bandiera)      | C     | Naotake Hanyū      |
| 23 | Giappone (bandiera)      | A     | Yohei Hayashi      |
| 24 | Giappone (bandiera)      | A     | Kentarō Shigematsu |
| 27 | Giappone (bandiera)      | C     | Sōtan Tanabe       |
| 28 | Giappone (bandiera)      | C     | Shuto Kono         |
| 29 | Giappone (bandiera)      | D     | Kazunori Yoshimoto |
| 30 | Corea del Sud (bandiera) | D     | Jang Hyun-Soo      |
| 31 | Giappone (bandiera)      | P     | Satoshi Tokizawa   |
| 33 | Giappone (bandiera)      | D     | Kenta Mukuhara     |
| 35 | Giappone (bandiera)      | C     | Kohei Shimoda      |
| 37 | Giappone (bandiera)      | C     | Kento Hashimoto    |
| 39 | Giappone (bandiera)      | C     | Tatsuya Yazawa     |
| 49 | Brasile (bandiera)       | A     | Lucas              |

## Statistiche

### Statistiche di squadra
| Competizione           | Punti | Totale | Totale | Totale | Totale | Totale | Totale | DR  |
| Competizione           | Punti | G      | V      | N      | P      | Gf     | Gs     | DR  |
| ---------------------- | ----- | ------ | ------ | ------ | ------ | ------ | ------ | --- |
| J. League Division 1   | 53    | 34     | 16     | 5      | 13     | 47     | 39     | +8  |
| Coppa Yamazaki Nabisco | -     | 11     | 7      | 2      | 2      | 21     | 11     | +10 |
| Coppa dell'Imperatore  | -     | 3      | 2      | 0      | 1      | 7      | 5      | +2  |
| Totale                 | -     | 48     | 25     | 7      | 16     | 75     | 55     | +20 |

### Videografia
- FC Tokyo 2009 Season Review (FC東京 シーズンレビュー2009?) ASIN B0036BO5KG
- JリーグオフィシャルDVD 2009 Jリーグヤマザキナビスコカップ - FC東京 カップウイナーズへの軌跡「TOKYO AT THE TOP」 ASIN B00322S1FO
- JリーグオフィシャルDVD 俺たちの国立 (ロード・トゥ・国立) - 2009 Jリーグヤマザキナビスコカップ 激闘の軌跡！ASIN B00322S1FY